# Якутино (Шар'їнський район)
Якутино (рос. Якутино) — присілок в Шар'їнському районі Костромської області Російської Федерації.
Населення становить 0 осіб. Входить до складу муніципального утворення Одоєвське сільське поселення.

## Історія
Від 2007 року входить до складу муніципального утворення Одоєвське сільське поселення.

## Населення
| 2008 | 2010 | 2014 |
| ---- | ---- | ---- |
| 1    | ↗4   | ↘0   |